# 南陵县
南陵县位于中華人民共和国安徽省东南部，是芜湖市下辖的一个县。南陵县地处皖南丘陵向沿江平原过渡地带，是通往“两山一湖”的重要门户。区域总面积为1263.7平方公里，总人口約54万人。县人民政府駐籍山鎮。

## 历史
南陵历史悠久，三国时吴国大将周瑜、黄盖、周泰曾分别任过县令。南朝梁武帝(公元525年)始置南陵县，治今池州市贵池区西南；唐移至今址。
西周至唐宋，南陵“炉火照天地，红星乱紫烟”，是中国青铜文化的发祥地之一。铜矿采冶经历了东周、汉代、唐代，创造了灿烂的古铜冶文化。如今，大工山古铜矿冶遗址与千峰山土墩墓群同被列为全国重点文物保护单位。
唐代诗人李白，曾三度携家寓居南陵，遗有《南陵别儿童入京》等诗篇，其名句“仰天大笑出门去，我辈岂是蓬蒿人”更是千古留传。

## 人口
根據第七次人口普查數據，截至2022年末，南陵縣户籍人口為539929人。

## 经济
近年来，当局坚持“加大投入促增长、强工兴县促跨越、统筹城乡促发展、关注民生促和谐”，以经济开发区、城东新区和大浦试验区建设为着力点，大力推进工业化、城镇化和农业现代化进程。
2008年实现地区生产总值68.8亿元、财政收入5.81亿元、社会消费品零售总额23.8亿元、全社会固定资产投资65.95亿元、在岗职工平均工资28688元，分别是建国初期1952年的348倍、1116倍、1100倍、41217倍、130倍；农民人均纯收入6252元，是1975年的75倍。
特别是“强工兴县”战略效果初显，工业经济主导地位得到增强。纺织服装、汽车零部件、电子信息、机械制造四大主导产业和食品加工、矿产资源深加工两个重点发展产业已经确立。
全县规模工业企业已达174户，实现增加值23.2亿元，其中12户企业年产值超亿元。全县实现工业总产值100.98亿元。三次产业比例由1952年的69.6:14.4:16，调整到19.6:51.2:29.2。
2008年南陵经济开发区获“江浙企业家投资中国首选开发区”殊荣，2007、2008连续两年获安徽省投资环境“十佳县”、“十佳经济开发区”称号，2007、2008连续两年荣获全国最具投资潜力中小城市百强称号。

## 交通
205国道、 318国道和 320省道、 216省道交汇于县城，是皖南重要的交通枢纽。
- 205国道（北接芜湖市区，从奎湖入境经过许镇，仙坊，汪湘元，南陵县城，格林，从界山出境，南接宣城市泾县）、318线（东接宣城市区，从弋江镇入境经过石铺，南陵县城，峨岭，三里，从烟墩出境，西接池州市青阳县）
- 320省道（西接铜陵市铜陵县，从乌霞寺入境经过工山镇，五里岗到达南陵县城）、216线（北接芜湖市繁昌县，从麻桥入境，经过家发镇盛桥，马山咀到达南陵县城）。

主要县道：
1. 南陵县城经过檀木桥，戴汇，绿岭，何湾到达丫山的公路。
2. 205国道岔口汪湘元经过源潭桥，东七，东河，排湾到达弋江的公路。
3. 205国道岔口黄金村经过中朱村到达九连的公路。
4. 黄墓经过许镇，东塘，太丰，李村往芜湖县城湾沚方向的公路。
5. 205国道岔口界山村经过奚滩、宋桥，到达桃园滩的公路。

- 高速公路：铜陵—南陵—宣城高速公路。铜南宣高速。
- 合福客运专线：高铁京福线（北京-福建福州）经过县境并在县南的南陵站停靠。
- 县城内公交：1路（新南中经过东站，东门大桥，二中，十字街，文庙路，利民路口，县医院到达西站）；2路（东站经过新龙门桥，老龙门桥环城东路，十字街，文庙路，利民路口，西站，后港桥到达马山咀）。

## 特产
南陵盛产优质大米、木材、丹皮、蘑菇、莲藕等，被誉为“江南鱼米之乡”。矿产资源有铜、铁、锑、煤、金、白云石、石灰石、氟石等。

## 旅游
南陵现为国家级生态示范区。境内有国家4A级旅游景区和省级地质公园的丫山花海石林旅游区，省级森林公园小格里，省级重点保护寺庙乌霞寺。境内特有的丫山“凤丹”为国家地理标志产品。

## 名胜古迹
- 西山风景区
- 乌霞寺
- 奎潭湖
- 小格里森林公园
- 大工山
- 黄盖墓

## 行政区划
南陵县下辖8个镇：
籍山镇、许镇镇、弋江镇、三里镇、何湾镇、工山镇、烟墩镇和家发镇。